# Jangorzo FC
Jangorzo FC is een Nigerese voetbalclub uit Maradi. De club speelt in de Première Division. 

## Erelijst
Landskampioen
1983
Beker van Niger
1983